# Бирлібаш
Бирлібаш (рум. Bârlibaș) — село у повіті Муреш в Румунії. Входить до складу комуни Синпетру-де-Кимпіє.
Село розташоване на відстані 288 км на північний захід від Бухареста, 28 км на північний захід від Тиргу-Муреша, 50 км на схід від Клуж-Напоки.

## Населення
За даними перепису населення 2002 року у селі проживали 167 осіб.
Національний склад населення села:
| Національність | Кількість осіб | Відсоток |
| -------------- | -------------- | -------- |
| румуни         | 158            | 94,6%    |
| угорці         | 7              | 4,2%     |

Рідною мовою назвали:
| Мова      | Кількість осіб | Відсоток |
| --------- | -------------- | -------- |
| румунська | 158            | 94,6%    |
| угорська  | 7              | 4,2%     |